# Egnatius
Egnatius (3. század?) római költő
Életéről semmit sem tudunk. Egyetlen munkáját ismerjük, egy „De rerum natura" című költeményt, amelyből Ambrosius Theodosius Macrobius őrzött meg néhány sort. 